# Уикипедия на украински език
Уикипедия на украински език (на украински: Українська Вікіпедія) е раздел на украински език в Уикипедия. Проектът започва работа на 30 януари 2004 г.

## Статистика
Към 28 юни 2025 г. Уикипедия на украински език съдържа 1 382 094 статии. Регистрирани са 807 248 потребителя, от тях 2898 са извършили каквито и да е действия през последните 30 дни, 47 потребителя имат статут на администратори. Общият брой редакции е 45 576 415.
Брой на статиите
2004
- 1000 – 4 април

2005
- 20 000 – 1 октомври

2006
- 30 000 – 15 октомври
- 40 000 – 12 ноември

2007
- 50 000 – 16 януари
- 60 000 – 17 май
- 70 000 – 9 септември

2008
- 100 000 – 28 март

2009
- 150 000 – 30 май

2010
- 200 000 – 7 април
- 250 000 – 21 декември

2011
- 300 000 – 7 юли

2011
- 500 000 – 7 юли

2015
- 600 000 – 13 октомври

2017
- 700 000 – 4 юни
- 750 000 – 28 ноември

2018
- 800 000 – 11 юли

2019
- 900 000 – 19 април

2020
- 1 000 000 – 23 март

2021
- 1 100 000 – 5 юли

2022
- 1 200 000 – 10 октомври

2023
- 1 300 000 – 9 декември

## Потребители
- 50 000 – 17 ноември 2009
- 100 000 – 19 април 2011
- 349 293 – 5 март 2011

### Потребители – известни личности
Сред потребителите на Уикипедия на украински има известни личности, общественици, културни, артистични дейци, учени.
- Владимир Белецки (uk:Користувач:Білецький В.С.) – украински учен в областта на минното дело, доктор на техническите науки, професор.
- Олег Будзей (uk:Користувач:OlegB) – украински журналист.
- Андрей Бондаренко (uk:Користувач:A1) – украински композитор и пианист, член на НСКУ.
- Петро Кравчук (uk:Користувач:Кравчук Петр Авксентьевич) – украински краевед, популяризатор на науката, автор на шест научнопопулярни и краеведски книги.
- Виктор Мишалов (uk:Користувач:Бандурист) – бандурист, изследовател на кобзар, композитор, диригент.
- Андрей Гречило (uk:Користувач:Herald63) – украински историк и хералдист, доктор на историческите науки.
- Михайло Калницки (uk:Користувач:Кальницкий Михаил) – киевски краевед, историк, писател, журналист.
- Веренко Григорович (uk:Користувач:ЯГВ) – украински учен кибернетик, лауреат на Държавната награда на Украйна в областта на науката и технологиите и наградата на Министерския съвет на СССР в областта на науката и технологиите.

### Администратори
- Брой на администраторите по място на раждане през 2014 г., по региони и държави извън Украйна.
- Брой на администраторите по местоположение през 2014 г., по региони и държави извън Украйна.

## Посещаемост
- Брой на посещенията на Уикипедия на украински в периода 2016 – 2020 г., в млн. посещения.
- Сравнение на посещенията между версиите на украински и руски език в Украйна, в периода 2015 – 2020 г. и прогнози.
- Най-посещаемите версии на Уикипедия в Украйна за в периода 2016 – 2021 г.
 Дял и брой на посещенията по езикови версии:  Руски език  Украински език  Английски език  Други езици

## Международно сътрудничество
Потребители от Уикипедия на украински език многократно участват в различни събития в чужбина – уикисрещи, конференции, и на Уикимания. Първата такава среща е във Варшава през 2009 г. Първата Уикимания с участието на потребители от Украйна в Уикимания е през 2010 г. в град Гданск, Полша.
На 31 май 2009 г. се създава Уикимедия Украйна, регионален клон на фондация Уикимедия, за да популяризира и подкрепя проектите на Уикимедия чрез различни събития: уики училища, конференции, конкурси за статии и снимки и др. От 2010 г. Уикимедия Украйна получава безвъзмездни средства от фондация Уикимедия за проекти.
В периода 19 – 21 декември 2014 г. Уикимедия Украйна организира за първи път международна конференция – среща на представители на Уикимедия от Източна и Централна Европа (Уикимедия ЦИЕ), която се провежда в Киевския национален лингвистичен университет и събра потребители от Уикипедия и експерти от Уикимедия от 25 държави. Взимат участие общо около 70 души, около 40 от тях – представители на други, предимно европейски държави.
През октомври 2018 г. в град Лвов се провежда следваща международна конференция Уикимедия ЦИЕ – 2018. Събитието е проведено в Украинския католически университет.